# Derek Keys
Pour les articles homonymes, voir Keys.
Derek Lyle Keys, né le 30 août 1931 à Johannesbourg en Afrique du Sud et mort le 29 avril 2018, est un homme d'affaires et un homme politique d'Afrique du Sud qui fut ministre des Finances, de la Coordination économique, du Commerce et de l'Industrie de 1992 à mai 1994 dans le gouvernement de Frederik De Klerk et ministre des Finances (mai-septembre 1994) dans le gouvernement de Nelson Mandela.

## Biographie
Derek Keys est diplômé de l'université du Witwatersrand. Avant d'entamer sa brève carrière politique au côté du gouvernement dirigé par le Parti national, Keys travailla dans l'industrie sud-africaine notamment en tant que conseil pour plusieurs entreprises internationales opérant en Afrique du Sud. Il fut également membre de plusieurs commissions consultatives comme celles sur le secteur de l'électricité et président du groupe Malbak. En 1986, Keys devint président exécutif du groupe Gencor, le deuxième plus grand organisme de financement du secteur minier du pays.